# Kondavir
Kondavir Condaveed; Kondavidu; Kondhir o Kondaver és un poble i fortalesa a la taluka de Narasaraopet del districte de Guntur a Andhra Pradesh, Índia. Consta amb una població de 1746 habitants el 1881. La moderna població es va establir al nord-oest de la fortalesa. L'antiga ciutat de Kondavir és a l'est del poble modern. La fortalesa queda en estat acceptable. A l'interior hi ha diverses ruïnes de magatzems i instal·lacions. S'estan fent esforços per classificar Kondaveedu com a Patrimoni de la Humanitat per la UNESCO.
La fortalesa fou construïda el segle xii pels rages d'Orissa i fou la seu de la dinastia Reddi (1328-1428). Fou conquerida per Krishna Raya vers 1516 i pel sultan Kuli Kutab Shah de Golconda el 1531, 1536, i 1579; els musulmans la van anomenar Murtizanagar o Murtuzanagar.
Dins els dominis del nizam (després de 1724) fou capital d'una província anomenada Kondavir, entre el Kistna i el Gundlakamma (Orme). El 1752 va ser cedida als francesos ambs els Circars Septentrionals i el 1757 la guarnició rebel local fou sotmesa per la gana. El 1761 Nizam Ali Khan va substituir Salabat Jang a Hyderabad i el 1762 va oferir quatre dels Circars a la Companyia Britànica de les Índies Orientals a canvi d'ajut militar, oferta que fou refusada. El 1765 Nizam Ali Khan va assolar el Carnàtic, exercint més crueltats de les que calien; es va retirar quan es van acostar els britànics que van ocupar els Circars (1766) i en van obtenir la cessió per un firman imperial de la cort de Delhi. Els anglesos volien tenir bones relacions amb el nizam per no tenir obstacles a la província dels Circars Septentrionals, sota sobirania francesa però ara ocupada pels britànics avalats al firman imperial i per assegurar el domini fou ocupada la fortalesa de Kondapalli. Es va signar un tractat d'aliança amb el nizam a Hyderabad (12 de novembre de 1766) pel qual Nizam Ali Khan renunciava als seus drets als Circars Septentrionals a canvi d'una força britànica de suport en cas de guerra o, en anys de pau, el pagament de 9 lakhs anuals; el nizam ajudaria als britànics si calia; un article del tractat estipulava que Nizam Ali hauria de respectar la vida del seu germà Basalat Jang que rebria un dels Circars (el de Gantur o Kondavir, com també era anomenat) de manera vitalícia, com a feudatari. Dos anys més tard el nizam es va aliar a Haidar Ali de Mysore. La Companyia va imposar al nizam un nou tractat (1 de març de 1768) on es reconeixia la validesa de la cessió dels Circars feta per la cort de Delhi i renunciava als Circars excepte Gantur, en bescavni d'un subsidi anual de 50.000 lliures. El 1769 els britànics van assolir el control directe dels Circars i el 1778 Gantur fou arrendada formalment per un tractat especial a Balasat Jang de manera vitalícia.
Basalat Jang va morir el 1782 però els britànics no van obtenir la cessió del Circar que li havia estat assignat fins al 1788, ja que el pagament (peshkash) que els britànics havien de fer al nizam pels Circars estava endarrerit. Finalment l'afer fou arranjat i Lord Cornwallis va enviar una nota aclaridora el 1789 sobre la interpretació del tractat de 1768, sense acceptar un nou tractat. El subsidi es va apujar a 70.000 lliures.